# أوريكوبريد

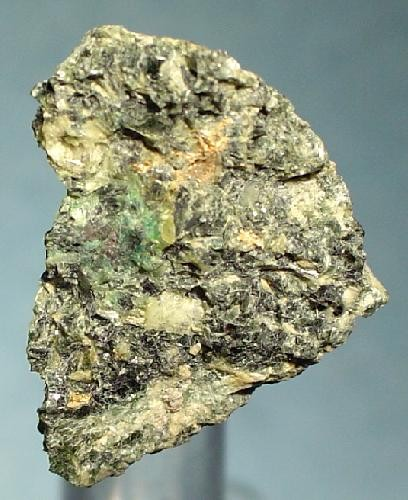
أوريكوبريد

أوريكوبريد (Auricupride) هو معدن يتكون من عنصري الذهب والنحاس، بحيث تكون له الصيغة Cu3Au، ويوجد على شكل كتل ذات لون يلوح إلى الأصفر المحمر. للمعدن كثافة نوعية 11.5 وصلادة تبلغ 3.5 حسب مقياس موس.
يمكن أن تدخل الفضة في تركيب المعدن، ويسمى حينها أرجينتوكوبروأوريد argentocuproauride (Cu3(Au,Ag)).
وصف المعدن أول مرة سنة 1950 عند اكتشافه في جبال الأورال في روسيا؛ وتوجد مكامن منه أيضاً في تشيلي والأرجنتين وأستراليا (تسمانيا) وجنوب أفريقيا.